# Гумберт I (граф Савойський)
Гумберт (Умберто) I Білорукий (фр. Humbert I aux Blanches Mains; бл. 980–1047/1048) — 1-й граф Мор'єнна в 1003—1048 роках. Засновник Савойського дому. За життя його прізвисько не було відоме, вперше згадується в некролозі абатства Альтакомба в 1342 році. За однією версією є помилкою писаря, який повинен був написати Гумберт з білими фортецями (горами), за іншою версією прізвисько походить від чесної фіскальної політики графа, яку той здійснював чистими (білими) руками.

## Біографія
Походив зі шляхетського роду, але звідки саме існують дискусії: Провансу, Бургундії або Саксонії. За легендою XV ст. предком був Бертольд, онук імператора Оттона I з Саксонської династії. Висловлюється більш слушна думка, що Гумберт був родичем (можливо братом або небіжем) Ерменгарди, дружини Рудольфа III, короля Бургундії. Його батько звався Амадей.
Спочатку володів землями біля міста Белле, де його брат Оттон був єпископом. Вперше письмово згадується 1000 року. Рудольф III призначив Гумберта керувати королівськими замками в графствах Вьєн і Серморнс.
Вперше з титулом граф згадується в документах від 1003 року. Ймовірно тоді успадкував за правом дружини графство Аоста, а потім отримав Вале, але як граф Аости згадується письмово лише в 1023 році. Протягом 1010-х років активно бере участь у мирових судах, дипломатчиних завданнях. 1022 року вперше згадується як граф Мор'єнн, проте змушений був протистояти місцевим єпископам. 1025 року виступив проти Брошара, єпископа Аости. Невдовзі домігся обрання свого сина Бурхарда коад'ютором єпископа Аостського, який 1032 року став новим єпископом Аости.
1032 року після смерті короля Бургундії підтримав імператора Конрада II в боротьбі за Бургундське королівство з графом Едом II де Блуа, якого підтримав Аріберт, архієпископ Міланський. 1033 року переміг Еврара, єпископа Мор'єнна, який підтримав Еда II. 1034 року разом з військом маркграфа Боніфація IV Тосканського приєднався до імператорської армії в Женеві, а потім рухався до Арля, де Конрада II було короновано бургундською короною. Землі єпископства Мор'єнн було передано в управління Гумберта I, який отримав посаду імператорського намісника і графа в бургундському пагі Савоенс (в подальшому перетворилося на графа Савойського).
1038 року отримав титул графа Серморенс і Тарантез, володіння яких контролювали гірські проходи з Італії до Бургундії і Швабії. Це дало можливість стягувати різні мита з торгівців, завдяки чому графська скарбниця швидко наповнилася. Резиденцією став замок Шарбоньєр в долині Мор'єнн (неподалік міста Егбель). 1039 року підтримав нового імператора Генріха III проти повсталих бургундських графів і єпископів.
1042 року зробив дві пожертви для абатства Сен-Шаффре, 1 — для церкви Св. Лоренцо в Греноблі. 1046 року надав кошти кафедральному собору в Сен-Жан-де-Мор'єнн. Того ж року отримав остаточно підтвердження титулу і володіння графа Мор'єннського. Помер 1047 або 1048 року в Ермійоні. Йому спадкував старший син Амадей I.

## Родина
Дружина — Анселі, яка була за різними відомостями донькою Ансельма Аостського або Анцилла Ленцбурзького, церемонімейстера Бургундії чи з роду Ансельмідів
Діти:
- Амадей I Хвіст (бл. 995/1000 — 1056), 2-й граф Мор'єнн (1048—1051/1056) і Шабле
- Аймон (д/н—13.07.1054/1056), єпископ Сьона
- Бурхард (Буршар) (д/н—1068/1069), архієпископ Ліону (Бурхард III) (1031—1036), єпископ Аости
- Оттон I (бл. 1017—1057), 3-й граф Мор'єнн (Савойї) і Шабле, маркіз Сузи з бл. 1046

Коханка — невідома
діти:
- Аделаїда (д/н—1025), дружина Гіга I Старого (бл. 1000—1070), графа д'Альбона, Уазана, Грезіводана і Бріансона